# Topo Amapola
El Topo Amapola es una formación de montaña ubicada en el extremo norte del estado Guárico, Venezuela. A una altitud promedio de 1.253 m s. n. m. y 1.573 m s. n. m., el Topo Amapola es una de las montañas más altas en Guárico.

## Ubicación
El Topo Amapola está ubicado en el corazón de una fila montañosa al oeste de San Juan de los Morros y sur del embalse de Camatagua. Hacia el sur se continúa con la fila El Hoyito hasta el Topo La Cruz y la fila La Glorieta. Más hacia el este en dirección a la ciudad de San Juan se ubican otras filas montañosas incluyendo el Pico Platillón por la fila El Ciego.

## Geología
El Topo Amapola se asienta en el extremo Oeste de la formación de Guárico. Los fósiles desenterrados en la región dan evidencia de que los estratos del Topo Amapola contienen rocas de tipo calcáreos y argiláceos del Paleoceno, que contienen calizas arrecifales de la misma morfología de los morros de San Juan.